# Milota z Račic
Milota z Račic († po 1285) byl moravský šlechtic z rodu pánů ze Švábenic.

## Život
O jeho příbuzenských vztazích není známo téměř nic. Pouze podle jeho pečeti lze usuzovat, že byl příslušníkem rodu pánů ze Švábenic. Jeho pečeť byla okrouhlá s průměrem 28 milimetrů vyhotovená z přírodního vosku. Nacházel se v ní gotický štít, v němž se nalézala rozletitá střela s kruhem – znak pánů ze Švábenic. Stál na ní opis gotickou majuskulou: … NICOLA …. Prameny Milotu zmiňují pouze 29. července 1255, kdy vystupoval jako rukojmí na straně Fridricha ze Šumburka v jeho sporu s pražským biskupstvím. Vlastnil Račice, kde patrně nechal vystavět místní panské sídlo. Po jeho smrti Račice možná zdědil jeho příbuzný Vilém II. z Náměště.